# Brisbane Challenger 1988
Il Brisbane Challenger 1988 è stato un torneo di tennis facente parte della categoria ATP Challenger Series nell'ambito dell'ATP Challenger Series 1988. Il torneo si è giocato a Brisbane in Australia dal 19 al 25 settembre 1988 su campi in cemento.

## Vincitori

### Singolare
Laurie Warder ha battuto in finale  Stephen Furlong con il punteggio di 3–6, 6–0, 7–6

### Doppio
Paul Kronk /  Peter Wright hanno battuto in finale  Stephen Furlong /  John Gibson con il punteggio di 6–7, 6–4, 6–4